# Escampavies

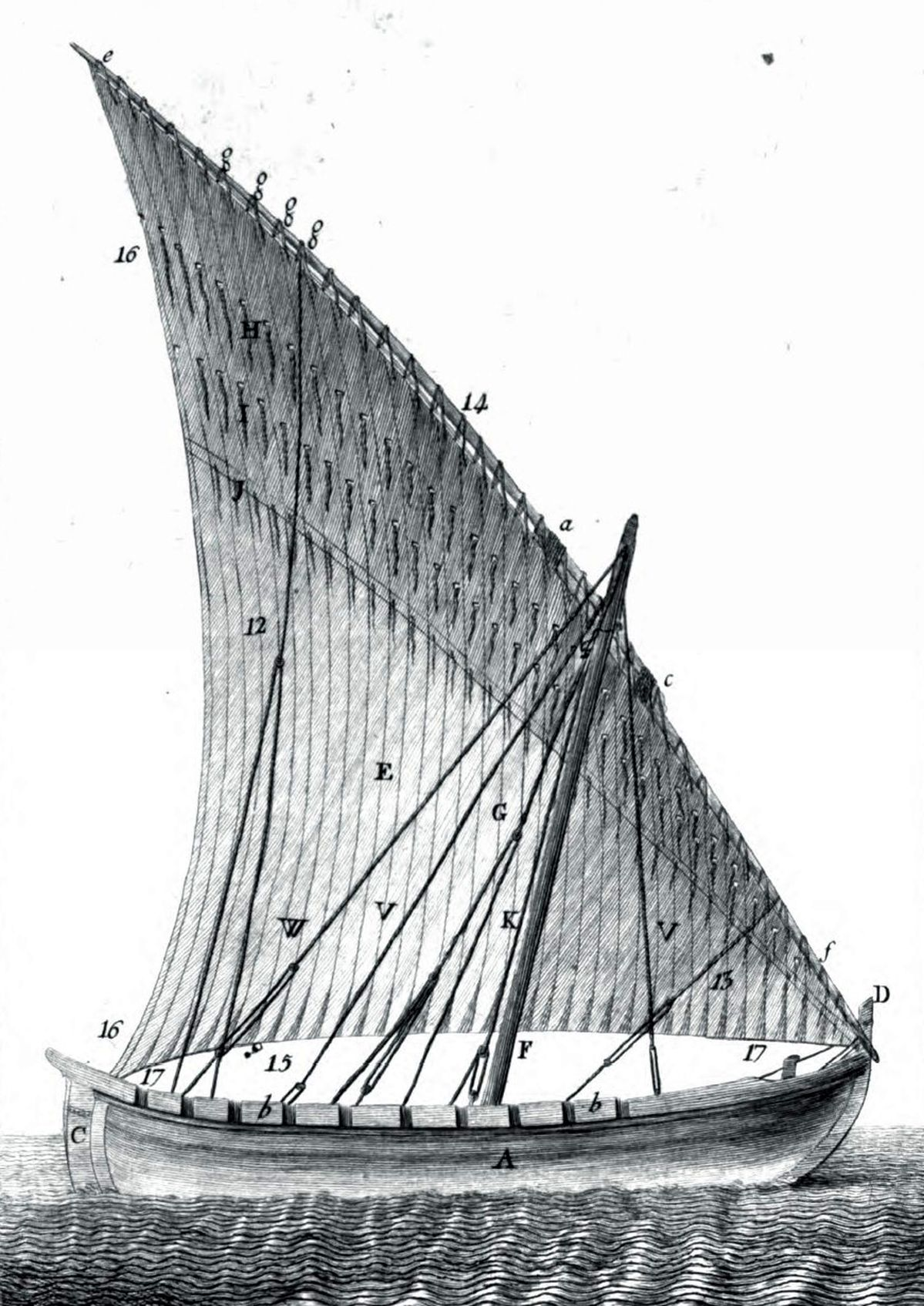
Llagut; "falucho" en castellà. (Sañez Reguart - 1796).

En el camp de la nàutica, l'escampavies és un bastiment armat lleuger, auxiliar d'un altre bastiment més gran. Més que un tipus determinat de vaixell es tracta d'una funció que pot set acomplerta per bastiment diferents. Depenent de l'època, de les aigues de navegació i del servei concret considerat.
Una primera classificacío temporal es pot basar en el sistema de propulsió: veles i rems o motor. Dins de la propulsió a veles i rems hi ha dues funcions principals. La primera la funció clássica i genèrica de vaixell auxiliar d'un estol o d'un altre vaixell més gran. Una altra funció molt específica fa referència al servei de guardacostes.
Un altre significat més modern, amb escampavies propulsats a motor, és ben vigent en alguns països sud-americans. Emprant el terme castellà en singular: "escampavía".

## Etimologia
Segons algunes versions el terme «escampavía», en castellà, prové de «escampar» i «vía». D’altra banda l’ús de la designació sembla datar del segle dinou, en castellà i català.
Hi ha dues cites en anglès, del segle divuit:
- 1723. An Impartial History of the Life and Actions of Peter Alexowitz, the present Czar of Muscovy. Per Daniel Defoe.[6]
- 1730. Una altra edició del text anterior.[7]
- 1781. Una traducció italiana d'un text original anglès esmenta "scampavia".[8]

Un diccionari en anglès, de 1867, defineix "scampavia" com una barca de rems (una mena de barca de panescalm) de Nàpols i Sicília. Amb una vela llatina.
Una tercera pista a tenir en compte és el terme "scappavia".
- 1794. «Scappavia».[10]

- 1907. Regata de dos scappavie.[11]

- 1938. «Scappavia». Possible origen grec.[12]

## Propulsió amb veles i rems

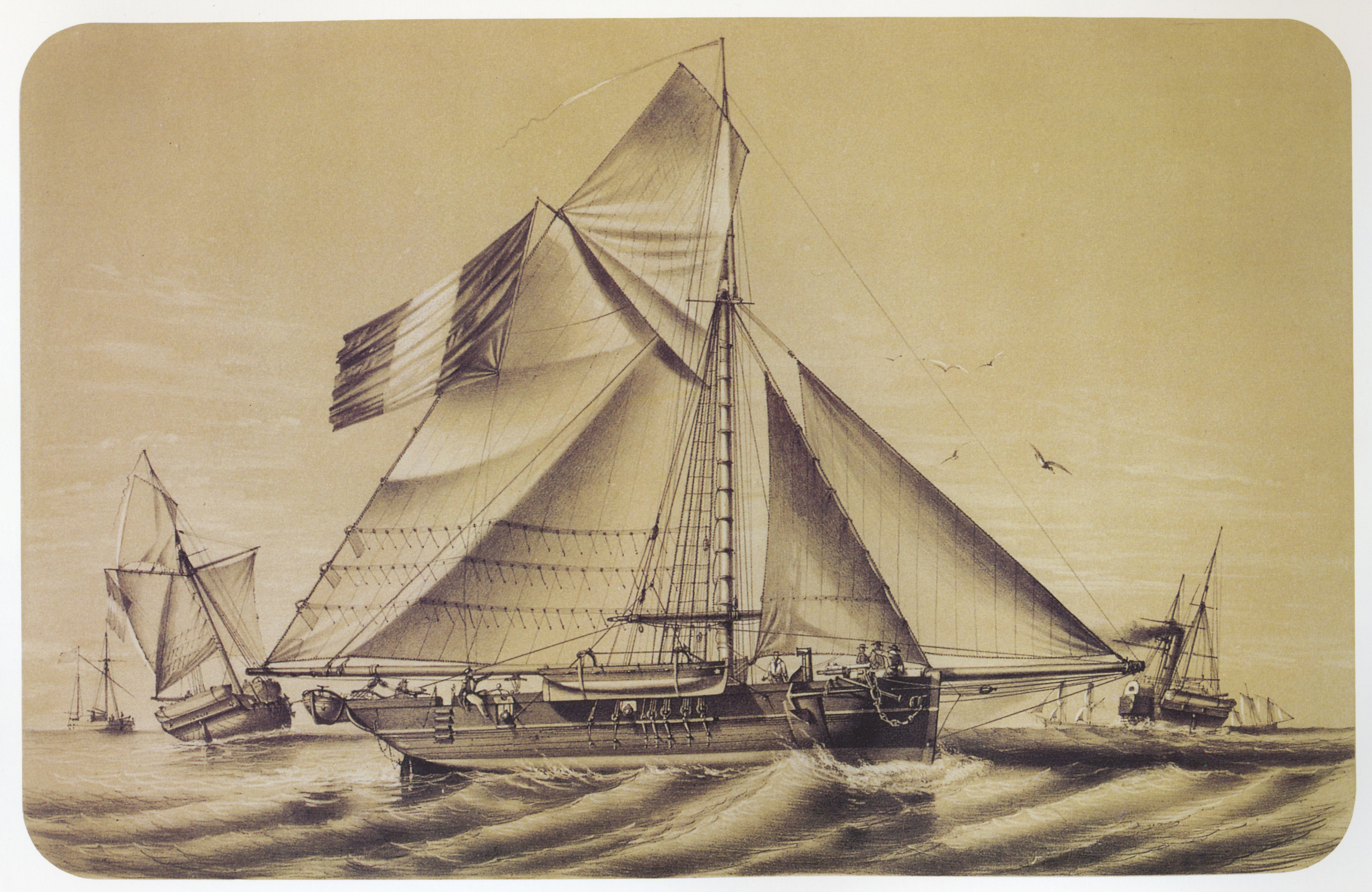
Cúter francès

### Funció genèrica
Els bastiments acompanyants d'un estol han estat emprats en moltes èpoques de la navegació. liburnes, barques de panescalm, galiotes, fragates (antigues), bergantins (primitius) i altres.
El terme escampavies és relativament modern i es correspon amb una de les accepcions de la paraula "cutter" en anglès.
Hi ha bastiments amb funcions equivalents : els avisos.

### Funció específica de guardacostes
A Espanya, en el segle dinou, els escampavies eren els bastiments més petits destinats a la funció de guardacostes. Algunes definicions indiquen que eren petits vaixells, molt velers, que navegaven en conserva d’un vaixell principal. A la mar Mediterrània tenien aparell llatí, amb un arbre o dos (mestre i mitjana). Com un llagut («falucho») o una barca de mitjana (també «falucho» en castellà. A les costes atlàntiques disposaven d'altres aparells. Els escampavies estaven destinats a explorar petites cales i perseguir vaixells sospitosos amb rems i veles.
Un document de 1850 indica les embarcacions de diverses divsions marítimes. Set divisions marítimes en concret. Les dades són les següents.
| «                                             | Artículo 1. El servicio de guarda-costas será desempeñado por los buques de guerra que actualmente están asignados al resguardo de las mismas, por los vapores Lepanto, Isabel II y Vulcano, y por los faluchos Plutón y Africano, que nuevamente se destinan al mismo objeto. Art. 2. Aumentada así esta fuerza , se distribuirá en siete divisiones , de la manera siguiente : La 1. se compondrá de un vapor , seis faluchos y doce escampavías , y vigilará las costas de las provincias de Gerona , Barcelona y Tarragona. La 2. se compondrá de un vapor, cuatro faluchos y cinco escampavías, y guardará las islas Baleares. La 3a, formada por un vapor, cinco faluchos y cinco escampavías, comprenderá las provincias de Castellón, Valencia y Alicante. La 4a, con un vapor, seis faluchos y cinco escampavías, las de Murcia y Almería. La 5a, con un vapor, un bergantín-goleta, siete faluchos y doce escampavías, las de Granada y Málaga y parte de la de Cádiz hasta Tarifa. La 6a, con un vapor, un místico, seis faluchos y ocho escampavías, lo restante de la provincia de Cádiz, la de Huelva hasta Portugal y las islas Canarias. Y la 7a , con un bergantín-goleta, una goleta, un místico, dos lugres y once escampavías, toda la costa Norte de España desde el rio Miño al Vidasoa. | » |
| — Boletín oficial del Ministerio de Hacienda. | |   |

A la cita anterior es pot observar que la primera divisió del servei de guardacostes espanyol corresponia a Catalunya (Girona, Barcelona i Tarragona). Els efectius eren (a més dels generals) 1 vaixell de vapor, 6 falutxs i 12 escampavies.
- En la novel·la Flor de Mayo, de Vicent Blasco Ibáñez , figura un escampavies en acció.[19]

## Escampavies de motor
Des de l’adopció del vapor, els escampavies eren vaixells petits i de poc calat. Amb buc de ferro i propulsats amb hèlices. La denominació s'emprà des del segle dinou fins al començament del segle vint. Actualment el terme escampavies ha quedat obsolet (Si més no a Espanya). Les funcions dels escampavies a motor les realitzen els patrullers.